# Лоґан (округ, Огайо)
Шаблон:StateAbbr_ 40°23′ пн. ш. 83°46′ зх. д. / 40.39° пн. ш. 83.77° зх. д.
Округ  Лоґан (англ. Logan County) — округ (графство) у штаті  Огайо, США. Ідентифікатор округу 39091.

## Історія
Округ утворений 1817 року.

## Демографія
За даними перепису 
2000 року 
загальне населення округу становило 46005 осіб, зокрема міського населення було 20598, а сільського — 25407.
Серед мешканців округу чоловіків було 22543, а жінок — 23462. В окрузі було 17956 домогосподарств, 12731 родин, які мешкали в 21571 будинках.
Середній розмір родини становив 3,01.
Віковий розподіл населення поданий у таблиці:
| Стать    | До 15 років | 15-21 | 22-29 | 30-39 | 40-49 | 50-65 | 65-85 | Понад 85 |
| -------- | ----------- | ----- | ----- | ----- | ----- | ----- | ----- | -------- |
| Чоловіки | 5181        | 2187  | 2150  | 3188  | 3576  | 3591  | 2489  | 181      |
| Жінки    | 4935        | 2160  | 2166  | 3259  | 3498  | 3719  | 3219  | 506      |

## Суміжні округи
- Гардін — північ
- Юніон — схід
- Шампейн — південь
- Шелбі — захід
- Оґлез — північний захід

## Виноски
1. ↑  U.S. Decennial Census. United States Census Bureau. Архів оригіналу за 12 травня 2015. Процитовано 8 лютого 2015.
2. ↑  Historical Census Browser. University of Virginia Library. Архів оригіналу за 16 серпня 2012. Процитовано 8 лютого 2015.
3. ↑  Forstall, Richard L., ред. (27 березня 1995). Population of Counties by Decennial Census: 1900 to 1990. United States Census Bureau. Архів оригіналу за 14 лютого 2015. Процитовано 8 лютого 2015.
4. ↑  Census 2000 PHC-T-4. Ranking Tables for Counties: 1990 and 2000 (PDF). United States Census Bureau. 2 квітня 2001. Архів оригіналу (PDF) за 18 грудня 2014. Процитовано 8 лютого 2015.
5. ↑  State & County QuickFacts. United States Census Bureau. Архів оригіналу за 6 червня 2011. Процитовано 8 лютого 2015.(англ.) Наведено за англійською вікіпедією.
6. ↑  American FactFinder. Бюро перепису населення США. Архів оригіналу за 26 лютого 2012. Процитовано 31 січня 2008.

| США | Це незавершена стаття з географії США. Ви можете допомогти проєкту, виправивши або дописавши її. |